# Libië op de Olympische Zomerspelen 2016
Libië nam deel aan de Olympische Zomerspelen 2016 in Rio de Janeiro, Brazilië. Zeven atleten behoorden tot de selectie, actief in zes verschillende sporten. Geen van hen won een olympische medaille.

## Deelnemers en resultaten
(m) = mannen, (v) = vrouwen 

### Atletiek
| Olympiër         | Discipline   | Resultaat | Prestatie |
| ---------------- | ------------ | --------- | --------- |
| Mohamed Hrezi VO | marathon (m) | 77e       | 2:21.17   |

### Boogschieten
| Olympiër      | Discipline      | Resultaat    | Prestatie                                                                |
| ------------- | --------------- | ------------ | ------------------------------------------------------------------------ |
| Ali El-Ghrari | individueel (m) | eerste ronde | plaatsingsronde: 63ste met 568 punten 1ste ronde: V van USA Ellison: 0–6 |

### Judo
| Olympiër           | Discipline | Resultaat | Prestatie                                           |
| ------------------ | ---------- | --------- | --------------------------------------------------- |
| Mohamed El-Kawisah | –60kg (m)  | 17e       | 1ste ronde: vrij 2de ronde: V van KAZ Smetov: ippon |

### Roeien
| Olympiër        | Discipline | Resultaat | Prestatie |
| --------------- | ---------- | --------- | --- |
| Alhossen Qanbor | skiff (m)  | 32e       | serie 3: 5de in 7.43,85 herkansingen: 4de in 7.45,09 halve finale E/F: 4de in 8.13,17 finale F: 2de in 7.41,77 |

### Taekwondo
| Olympiër      | Discipline | Resultaat | Prestatie                           |
| ------------- | ---------- | --------- | ----------------------------------- |
| Yousef Shriha | –58kg (m)  | 11e       | 1ste ronde: V van MEX Navarro: 9–23 |

### Zwemmen
| Olympiër         | Discipline          | Resultaat | Prestatie               |
| ---------------- | ------------------- | --------- | ----------------------- |
| Ahmed Attellesey | 50m vrije slag (m)  | 53e       | serie 5: 4de in 23,89   |
|                  |                     |           |                         |
| Daniah Hagul     | 100m schoolslag (v) | 44e       | serie 1: 4de in 1.25,47 |